# 굴리엘모 9세 델 몬페라토 변경백
굴리엘모 9세 팔레올로고(이탈리아어: Guglielmo IX Paleologo, 1486년 8월 10일 - 1518년)는 1494년부터 사망할때까지 몬페라토 변경백국을 통치한 변경백이다.

## 생애
보니파초 3세 델 몬페라토와 세르비아 대공 스테판 브란코비치의 딸 마리야 브란코비치 사이에서 태어났다.
그의 아버지 보니파초가 사망할 때 계승을 한 후, 그는 아버지의 친프랑스 정책을 이어나갔으며, 1508년에는 알랑송 공작 르네 달랑송의 딸 안 달랑송과 혼인하였다. 이탈리아 전쟁 기간인 1513년에 그는 밀라노에서 퇴각하는 프랑스군을 보호하였지만, 마시밀리아노 스포르차에게 붙잡혀 30,000 스쿠디를 지불해야만 했다.
밀라노 공작은 평화 조약을 이행하지 않고, 그의 군대들을 하여금 몬페라토를 침공하여 여러 도시들을 약탈하였다. 그 당시에 정보통이였던 굴리엘모의 친척 인치사 변경백 오도네 (Oddone)는 몬페라토 작위를 얻으려고 했으나, 굴리엘모가 인치사로 진격하여 점령하였다. 오도네와 그의 아들 바도네 (Badone)는 사형을 판결받고 만다. 하지만 이 병합은 신성 로마 제국 황제의 외교관으로부터 무효 처리를 받아, 다음 해부터 그 영지를 유지할 수 있었다.
그는 안 달랑송 사이에서 3명의 자녀를 가졌다:
- 마리아 (1509–1530),
- 마르게리타 (1510–1566) : 페데리코 2세 곤차가와 혼인
- 보니파초 4세 (1512–1530)

그는 1518년에 사망하였고 그의 아들 보니파초 4세 델 몬페라토가 그 자리를 계승하였지만, 처음에는 그의 어머니 안 달랑송의 섭정을 겪었다.
| 전임 보니파초 3세 | 몬페라토 변경백 1494년 - 1518년 | 후임 보니파초 4세 |